# 克赖灵
克赖灵（德語：Krailling，發音：[ˈkʁaɪlɪŋ] ⓘ）是德国巴伐利亚州上巴伐利亚行政区施塔恩贝格县的市镇，面积16平方千米，2023年12月31日人口为7,895人。